# Fascia deltoidea
Die Fascia deltoidea ist die Faszie, die den Musculus deltoideus bedeckt. Sie ist ventral mit der Fascia pectoralis, dorsal dagegen – wo sie besonders verstärkt ist – mit der Faszie des Musculus infraspinatus und distal mit der Fascia brachii verbunden. Befestigt ist die Fascia deltoidea an der Spina scapulae, am Schlüsselbein und am Acromion.
Die Fascia deltoidea bildet zahlreiche Septen zwischen den einzelnen Muskelbündeln des Musculus deltoideus.